# Aptosimum
Aptosimum, biljni rod iz porodice strupnikovki, tipičan u tribusu Aptosimeae, dio potporodice Myoporoideae.. Sastoji se od 22 afričke vrste  polugrmova. 

## Etimologija
Ime roda Aptosimum je grčkog porijekla, dolaziod “a”, što znači ne, i “ptosimos” što znači listopadno (što pak dolazi od ptosis u značenju pad, pasti) i odnosi se na plod, kapsulu, koja se zadržava na biljci čak i nakon što se sjemenke otpuste.

## Opis
Rod je opisan u Edwards's Bot. Reg., 1836. Tipična vrsta nije navedena..

## Vrste
1. Aptosimum albomarginatum Marloth & Engl.
2. Aptosimum arenarium Engl.
3. Aptosimum decumbens Schinz
4. Aptosimum elongatum (Hiern) Engl.
5. Aptosimum eriocephalum E.Mey. ex Benth.
6. Aptosimum glandulosum Emil Weber & Schinz
7. Aptosimum gossweileri Skan
8. Aptosimum indivisum Burch. ex Benth.
9. Aptosimum lineare Marloth & Engl.
10. Aptosimum marlothii (Engl.) Hiern
11. Aptosimum molle Skan
12. Aptosimum neglectum Emil Weber
13. Aptosimum patulum Bremek.
14. Aptosimum procumbens (Lehm.) Burch. ex Steud.
15. Aptosimum pumilum (Hochst.) Benth.
16. Aptosimum radiatum Kolberg & van Slageren
17. Aptosimum spinescens (Thunb.) Emil Weber
18. Aptosimum suberosum Emil Weber
19. Aptosimum tragacanthoides E.Mey. ex Benth.
20. Aptosimum transvaalense Emil Weber
21. Aptosimum viscosum Benth.
22. Aptosimum welwitschii Hiern

## Sinonimi
- Chilostigma Hochst.; Flora 24: 372 (1841)
- Ohlendorffia Lehm.; Del. Sem. Hort. Hamb. (1835)